# Семенский-Левицкий, Вильгельм
Вильгельм Станислав Юзеф Семеньский-Левицкий (пол. Wilhelm Stanisław Józef Siemieński-Lewicki; 4 апреля 1827, Павлосюв — 17 августа 1901, Хоростков) — польский дворянин, депутат Национального сейма Галиции III и IV созывов (1870—1882), камергер и тайный советник, член Палаты господ Рейхсрата, граф, помещик.

## Биография
Представитель польского шляхетского рода Семенских-Левицких герба «Домброва». Сын графа Константина Семеньского (1800—1866), владельца имений в Галиции, и Олимпии Левицкой (1804—1869), дочери Юзефа Каласанта Левицкого.
В 1848 году вступил в Национальную гвардию во Львове, служил сержантом кавалерийской эскадры под командованием Людовика Яблоновского, затем комендантом эскадрона.
В апреле 1856 года Вильгельм Семеньский женился на графине Софье Целестине Левицкой (1837 — ?), единственной дочери Каэтана Левицкого (1800—1869), брата Олимпии, основателя Хоростковской ординации. После смерти тестя он получил 7 декабря 1869 года Императорское разрешение связать свою фамилию с фамилией жены, что одновременно давало ему права на орден.
Политическую деятельность начал 23 сентября 1871 года, когда был избран депутатом краевого Сейма в IV курии области Чортков, из избирательного округа № 10 Копычинцы-Гусятин. С 1882 года избирался депутатом, получил звание камергера 22 февраля 1869 года. Был пожизненным членом Палаты господ в Рейхсрате (с 19 декабря 1872 по 17 августа 1901). 24 июня 1880 его назначили тайным советником. С 1856 был членом Галицкого Сельскохозяйственного Общества в Подольском и Ярославском уездах, где в 1870 году вошел в состав уездного совета. В 1871—1877 годах был членом Административного совета Галицкого страхового общества во Львове, в 1877—1881 годах-членом Наблюдательного совета Галицко-Венгерской Железной Дороги, в 1887—1901 годах председатель наблюдательного совета Галицкого акционерного ипотечного банка во Львове. В 1888—1896 годах он был членом Комитета по коневодству в Галиции, его лошади часто участвовали во львовских скачках, где они вызывали всеобщий восторг. Семеньские-Левицкие часто бывали в Вене, где их машины участвовали в конкурсах и были неоднократно награждены.
Среди наград имелись австрийские Орден Золотого Руна (1900) и Орден Железной Короны II класса (1872), папский Орден Святого Григория 1-го класса (1896) и Орден Гроба Господня 1-го класса (1885). Мальтийский рыцарь (1854).
У Вильгельма Семеньского-Левицкого и Софии родился единственный сын:
- Станислав Семенский-Левицкий (17 мая 1864, Львов — 6 апреля 1918, Вена)